# Pauesia spatulata
Pauesia spatulata är en stekelart som beskrevs av Sedlag och Jaroslav Stary 1980. Pauesia spatulata ingår i släktet Pauesia och familjen bracksteklar. Inga underarter finns listade i Catalogue of Life.